# Förståelsehorisont
Förståelsehorisont är en hermeneutisk term som betecknar gränsen för en persons vetande, förståelse eller kunskap. Vid möten med andra idéer och andra personers horisonter kan den personliga horisonten utvidgas, in i den kollektiva kunskapen. I den hermeneutiska världen existerar ingen absolut eller objektiv kunskap, vilket gör att målet för hermeneutikern istället blir att ständigt utvidga sin horisont; att söka sig bortom existerande kunskapsgränser, eller om man så vill horisonter. 